# Piranga (geslacht)
Piranga is een geslacht van zangvogels uit de familie van de kardinaalachtigen (Cardinalidae). De wetenschappelijke naam van het geslacht is voor het eerst geldig gepubliceerd in 1808 door Vieillot.

## Soorten
De volgende soorten zijn bij het geslacht ingedeeld:
- Piranga bidentata – Bloedtangare
- Piranga erythrocephala – Roodkoptangare
- Piranga flava – Laaglandlevertangare
- Piranga hepatica – Noordelijke levertangare
- Piranga leucoptera – Witvleugeltangare
- Piranga ludoviciana – Louisianatangare
- Piranga lutea – Hooglandlevertangare
- Piranga olivacea – Zwartvleugeltangare
- Piranga roseogularis – Rozekeeltangare
- Piranga rubra – Zomertangare
- Piranga rubriceps – Karmozijnkoptangare